# Birger Federley

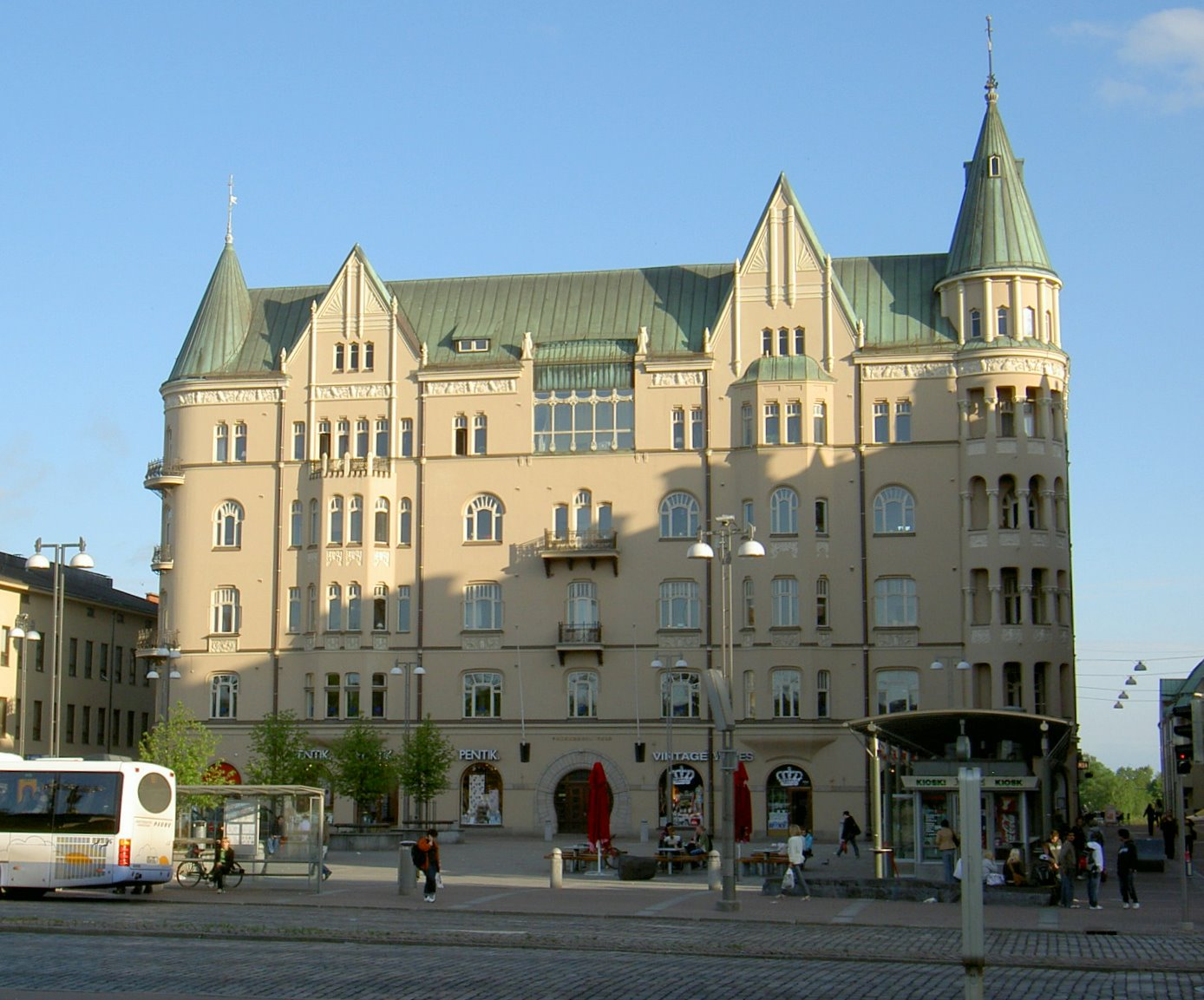
Palanderska huset i Tammerfors

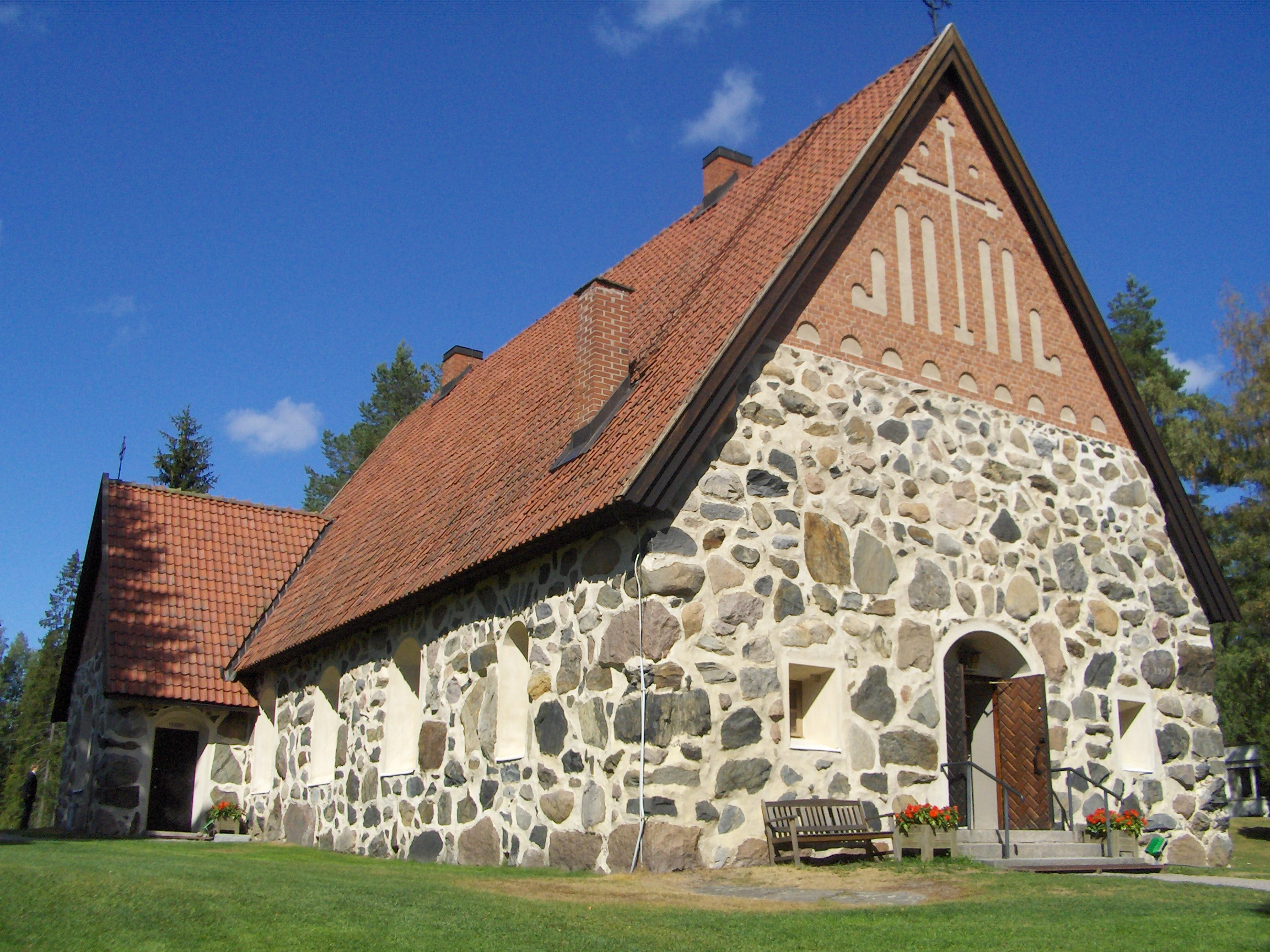
Aitolahti gamla kyrka

Carl Birger Federley, född 17 februari 1874 i Helsingfors, död 29 mars 1935 i Tammerfors, var en finländsk arkitekt.
Birger Federley tog studenten 1892 från Nya Svenska Läroverket och utexaminerades som arkitekt från Polytekniska skolan i Helsingfors 1896. År 1898 arbetade han först tillsammans med arkitekt Lars Sonck men senare samma år grundade han en egen byrå i Tammerfors. Under åren 1900 och 1901 var Federley stadsarkitekt i Tammerfors. I början av 1900-talet representerade Federleys arkitektur mest jugendstil, men efter det finska inbördeskriget övergick han till klassicism.
Birger Federley var av släkten Federley.

## Verk i urval

### Tammerfors
- Palanderska gården, Tammerfors (1901)
- Nordiska Aktiebankens hus (1902)
- Aitolahti gamla kyrka (1928)

### Övriga Finland
- Nygårds herrgårds huvudbyggnad, Kuru (1915)
- Industribyggnad, Veljekset Åström Ab (numera Uleåborgs konstmuseum), Uleåborg (1921)
- Ruotsila herrgårds huvudbyggnad, Kiikka (1924)
- Nordiska Föreningsbankens kontor (nuvarande Kemi historiska museum), Kemi (1928)